# Richard von Frankenberg
Richard von Frankenberg (ur. 4 marca 1922 roku w Darmstadt, zm. 11 listopada 1973 roku w Beilstein) – niemiecki kierowca wyścigowy.

## Kariera
Von Frankenberg rozpoczął karierę w międzynarodowych wyścigach samochodowych w 1953 roku od startu w klasie S 1.5 24-godzinnego wyścigu Le Mans, w którym odniósł zwycięstwo, a w klasyfikacji generalnej był piętnasty. Sukces ten powtórzył w latach 1955-1956. W późniejszych latach Niemiec pojawiał się także w stawce German Sportscar Championship, Tourist Trophy, Mille Miglia, Coppa Franco Mazzotti, Sveriges Grand Prix oraz Auto Italiana d'Europa.